# Abuçaíde Aljanabi
Abuçaíde Haçane ibne Barã Aljanabi (em árabe: أبو سعيد حسن بن بهرام الجنابي‎; romaniz.: Abū Saʿīd Ḥasan ibn Bahrām al-Jannābī; 845/855-913/914) foi um fundador do Estado dos carmatas no Barém (uma área compreendendo as porções orientais da Arábia Saudita e dos emirados do golfo Pérsico). Por volta de 899, seus seguidores controlavam boa parte da região e em 900 conseguiu importante vitória sobre um exército enviado pelo Califado Abássida para subjugá-lo. Capturou a capital local, Hajar, em 903, e estendeu seu controle ao sul e leste até o Omã. Foi assassinado em 913 e sucedido por seu filho mais velho Saíde.
Seus ensinamentos religiosos e atividades políticas são de certo modo incertas, pois são relatadas por fontes posteriores e geralmente hostis, mas parece que tinha a crença ismaelita milenarista sobre o retorno eminente do mádi, a hostilidade aos ritos e rituais islâmicos convencionais e centrou a comunidade carmata nos princípios da propriedade comunal e igualitarismo, com um sistema de produção e distribuição vistoriado por agentes nomeados. A "república" carmata por ele fundada durou até o final do século XI.

## História

### Primeiros anos
Abuçaíde era de origem persa, de Janaba, na costeira Pérsis. Nasceu entre 845 e 855 e relatadamente era aleijado no lado esquerdo. Reivindicou depois (ou foi reivindicado por seus seguidores) que compartilhava o sangue real da dinastia sassânida, mas em seus primeiros anos era comerciante de peleiros ou farinhas, primeiro em Janaba e então nas cercanias de Cufa, para onde se mudou. Lá, se casou com moça da família Banu Alcassar, cujos membros eram proeminentes na comunidade ismailita local. Recebeu as doutrinas ismailitas do missionário (dai) Abu Maomé Abadã, o cunhado de Hamadã Carmate, líder do movimento ismailita no Iraque. Em torno de 874/884, Abuçaíde foi então enviado como dai para converter Pérsis na área de Janaba, Siniz, Tauaje e Marubã. Sua missão foi frutífera, conseguindo seguidores e fundos: todos os dais foram requeridos para reunir os fundos do aguardado mádi, que ainda estava em Ocultação. Posteriormente, foi denunciado por autoridades sunitas. Seu tesouro e armazéns foram confiscados, mas Abuçaíde conseguiu escapar e se escondeu, quiçá em Baçorá.

### Conquista do Barém

Arábia Central e Oriental nos séculos IX e X

De acordo com o relato de ibne Haucal, ao se conhecerem, Hamadã Carmate reconheceu as habilidades de Abuçaíde e lhe confiou a condução do esforço missionário no Barém, região que compreendia toda a Arábia Oriental das fronteiras do atual Iraque ao Catar. Barém é geralmente ignorado pelas fontes históricas do período; esteve sob controle do Califado Abássida, mas a Enciclopédia do Islã alega que "as fontes árabes falham em dizer muito sobre sua extensão ou eficácia". Segundo o historiador do século X Almaçudi, ele chegou em 886/887, mas outras fontes dão datas diferentes, de 894 a 896, ou mesmo tão tarde quanto 899, tempo no qual firmou seu poder na área; como resultado, as datas mais tardias são improváveis. De início assumiu o papel de comerciante de farinha na cidade de Catife, onde estabeleceu laços cruciais com os Banu Sambar, uma família Tacafi de alguma proeminência: os três filhos, Haçane, Ali e Hamadã, tornaram-se seus mais íntimos apoiadores, enquanto a filha de Haçane se tornou sua esposa. Essa família desempenhou importante papel no Estado Carmata nas décadas seguintes.
De acordo com ibne Haucal e Acu Mucine, a comunidade ismailita fundada de início consistiu de "pessoas pequenas, açougueiros, carregadores e afins". Em Barém, encontrou outro dai ismaelita, Abu Zacarias Atamami, que foi enviado pelo dai iemenita ibne Hauxabe, e que conseguiu converter a tribo dos quilabitas. Certa rivalidade eclodiu, mas por muito tempo foram parceiros relutantes, até Abuçaíde finalmente prender e matar Abu Zacarias. Com isso, conseguiu ganhar apoio de quilabitas e ucailidas, que se tornaram o núcleo de suas forças militares. As tribos beduínas eram, nas palavras de Heinz Halm, "grupo-alvo ideal" para os dais: o relato de Acu Mucine - reconhecidamente anti-ismailita - fala que as tribos eram "acostumadas à guerra, mas ao mesmo tempo fortes e ignorantes, despreocupadas e distantes da lei do Islã, sem conhecimento de profecia, ou do que é permitido e proibido". De fato, o primeiro grupo a se unir à causa, os Banu Aladbate, uma subtribo dos quilabitas, havia sido anteriormente evitado por causa de uma rixa de sangue. A adesão à doutrina revolucionária de Abuçaíde deu-lhes não apenas a perspectiva de saque e poder, mas também de redenção.
Com o apoio de um forte exército beduíno, Abuçaíde começou a atacar cidades da região: Catife, Zara, Safuane, Darã, Hajar e Juata. Suas expedições chegaram ao leste de Soar (que capturou brevemente após várias tentativas) no Omã e no oeste de Bilade Alfalaje e no sul de Iabrim; a região central de Iamama foi devastada e despovoada no processo, pois as tribos locais dos Banu Cuxair e Banu Sade foram mortas ou expulsas. Iamama provavelmente não ficou sob controle dos carmatas, embora entrassem em conflito com os Banu Ucaidir, que a governavam na época, e que mais tarde se tornaram aliados dos carmatas. Em algum ponto desconhecido, Abuçaíde até capturou a ilha de Aual (atual Barém) e impôs tarifas sobre o transporte para lá.
Em 899, ocorreu grande cisão no movimento ismailita, quando Hamadã Carmate e Abu Maomé Abadã denunciaram a liderança secreta do movimento em Salamia, que havia sido assumida por Abedalá, futuro fundador do Califado Fatímida. Logo depois disso, Hamadã Carmate desapareceu, enquanto Abu Maomé foi assassinado no mesmo ano por instigação de Zacarauai ibne Mirauai, aparentemente sob as instruções de Salamia. Após o desaparecimento de Hamadã, o termo "carmatas" passou a designar todos os ismailitas que se recusaram a reconhecer as reivindicações de Abedalá e, então, da dinastia fatímida. Abuçaíde também rejeitou as alegações de Abedalá; além de razões ideológicas e lealdade a seus senhores, considerações políticas também podem ter desempenhado um papel, pois essa foi "uma oportunidade favorável para se tornar completamente independente", como Wilferd Madelung colocou. Foi também à época, segundo ibne Haucal, que prendeu e executou Abu Zacarias Tamami, pois era leal a Abedalá. Em décadas posteriores, os fatímidas tentaram fazer as comunidades carmatas reconhecerem sua liderança, mas, embora tenham sido bem-sucedidas em algumas áreas, ao longo de sua existência, aqueles no Barém se recusaram a fazê-lo. Abuçaíde também não tentou coordenar seus movimentos com outros grupos carmatas ativos nos solo abássida, como as rebeliões lançadas na Síria e no Iraque por Zacarauai ibne Mirauai e seus filhos em 901–907.
Em 899, seguidores de Abuçaíde controlavam a maior parte do Barém, exceto a capital regional Hajar, que ainda estava sob controle abássida, e no norte avançaram até Baçorá. A queda de Catife naquele ano alarmou a população de Baçorá, quando perceberam que um ataque à cidade era possível; começou apressado trabalho para erguer um muro de tijolos em torno da cidade até então não fortificada. No início de 900, Abuçaíde iniciou seu cerco a Hajar, mas como a cidade resistiu por meses, estabeleceu sua própria residência em Alaça (moderna Hofufe), cerca de três quilômetros de Hajar. As notícias do cerco causaram a reação do califa abássida Almutadide (r. 892–902), que em abril de 900 nomeou seu general Alabás ibne Anre Alganaui como governador do Barém e Iamama, e o enviou com 2 000 soldados, aumentados com voluntários, contra as forças de Abuçaíde. Em 31 de julho, num pântano salgado a cerca de dois dias de marcha de Catife, o exército abássida foi derrotado em batalha. Alganaui foi feito prisioneiro e libertado mais tarde, mas os outros cativos, supostamente 700 em número, foram executados. Após o sucesso, Hajar foi capturada, apenas para se perder novamente após a chegada de novo governador em 901, enquanto Abuçaíde liderava expedição nas cercanias de Baçorá. No fim de 903, o governador ibne Banu relatou ao governo central de Bagdá que havia capturado Catife, derrotado e matado ali o sucessor designado por Abuçaíde. No entanto, na mesma época ou pouco mais tarde, Hajar foi forçada a se render novamente aos carmatas depois que cortaram o suprimento de água. Muitos de seus habitantes escolheram fugir para Aual, Sirafe e outros lugares, enquanto muitos que ficaram para trás foram mortos ou convertidos na pilhagem que se seguiu.
Apesar da destruição, Hajar permaneceu a principal cidade e capital do Barém. Abuçaíde, porém, estabeleceu sua própria residência palaciana no oásis de Alaça, onde governou da maneira tradicional de um príncipe árabe. Do Barém, os carmatas lançaram vários ataques contra as cercanias de Baçorá, tanto para capturar escravos quanto em retaliação pela participação da tribo Zaba local na campanha de 900 contra eles. O mais notável dos ataques ocorreu em julho / agosto de 912, mas embora o governador local não conseguiu enfrentá-lo, as fontes relatam que a força envolvida era muito pequena, nem chegando a 30 homens.

### Governo e doutrina
Como fundador da "república" carmata do Barém, foi reconhecido pelas gerações posteriores como quem estabeleceu suas instituições. Embora certamente longe de sua forma totalmente desenvolvida, como relatado por ibne Haucal, certamente iniciou algumas delas. O sistema carmata era baseado na propriedade comunitária e no igualitarismo, com um sistema de produção e distribuição supervisionado por agentes de Abuçaíde. Por exemplo, qualquer gado e suprimentos coletados em ataques foram armazenados e distribuídos; escravos eram empregados em trabalho comunitário; o rebanho de gado, camelos e ovelhas e produção de armas e roupas eram dirigidos centralmente; e os meninos cativos eram treinados juntos a partir dos quatro anos de idade, em armas, montaria e doutrina carmata. Um conselho, o al-Iqdāniyya e composto por representantes das principais famílias e altos funcionários, também foi estabelecido com capacidade consultiva.
Seus ensinamentos religiosos são menos claros, pois os carmatas do Barém não deixaram testemunho próprio; o que se sabe sobre eles é relatado por poucas fontes estrangeiras e geralmente altamente hostis. Inicialmente, Abuçaíde obviamente aderiu aos ensinamentos milenaristas Ismailitas sobre o retorno iminente do Mádi, Maomé ibne Ismail. Após a cisão de 899, não reconheceu mais a autoridade de Abedalá; de acordo com o cádi Abedal Jabar ibne Amade, agora afirmava que o Mádi não era mais ibne Ismail, mas Maomé, filho de Abedalá ibne Maomé ibne Alhanafia, cuja aparição era esperada em 912, o ano 300 do calendário islâmico, mas tais informações são de confiabilidade duvidosa. Quando a data passou sem incidentes - nesse meio tempo, Abedalá se declarou Mádi e fundou o Califado Fatímida na Ifríquia - diz-se que o fracasso da profecia causou muito constrangimento ao regime carmata. Abuçaíde ainda seguia as expectativas ismailitas de que o mádi revelasse as verdades "ocultas" ou "internas" (bāṭin) da religião a seus seguidores, inaugurando assim uma "era de puro conhecimento espiritual" e tornando obsoletas as leis e costumes religiosos. Nisso, aboliu numerosos ritos islâmicos, como as oração e o jejum.

### Morte e sucessão
Almaçudi relata que Abuçaíde foi morto em junho / julho de 913 por dois escravos eunucos sacaliba enquanto tomava banho em seu palácio. Vários de seus oficiais e seguidores de alto escalão foram mortos ao mesmo tempo, incluindo Ali e Hamadã ibne Sambar. Porém, a morte não foi relatada em Bagdá até o verão de 914, talvez indicando que foi mantida em segredo até então. A razão de seu assassinato é desconhecida, mas Heinz Halm sugere que isso pode estar relacionado à falha na profecia sobre o aparecimento do Mádi no ano anterior. Deixou sete ou seis filhos, que devido à sua juventude estavam sob a tutela de seu tio Haçane, o último dos três irmãos Banu Sambar. O poder provavelmente foi investido nominalmente entre todos os filhos de Abuçaíde, pois resposta composta logo após a morte de Abuçaíde a uma carta do vizir abássida foi escrita em nome de todos os filhos.
Entre seus filhos, o mais velho, Abu Alcacim Saíde Aljanabi, foi a princípio o mais eminente, mas seu reinado foi breve; foi substituído pelo filho mais novo, Abu Tair Aljanabi, o mais tardar em 923. A razão e a maneira da transição não são claras. A maioria das fontes árabes concorda que Abuçaíde o designou como herdeiro, mas que foi deposto em 923 por Abu Tair. Outra tradição, do polemista anti-ismailita de Cufã, Abu Abedalá Maomé ibne Ali ibne Rizam Altai, diz que Abuçaíde sempre quis que Abu Tair o sucedesse, e nomeou Saíde apenas como regente e que Saíde voluntariamente renunciou ao poder em seu irmão em 917/918.
Após sua morte, Abuçaíde tornou-se objeto de veneração por seus seguidores. Acreditava-se que retornaria para liderá-los, a ponto de manterem cavalo selado na entrada de sua tumba. O Estado que fundou sobreviveu até sua derrubada pelos uiunidas, na década de 1070, e até meados do século XI os carmatas baremitas se autodenominavam abuçaiditas em sua honra.